# Mine de Jas-Mos
 (mars 2025).
La mine de Jas-Mos est une mine souterraine de charbon située en Pologne.